# Нианги
Нианги (груз. ნიანგი, в переводе с грузинского языка — крокодил) — советский юмористический журнал. Выходил в Грузинской ССР на грузинском языке.
Своей целью журнал ставил обличение порочных явлений общественной жизни. Печатал сатирические и юмористические произведения, рисунки и карикатуры.

## История
Основан 3 июня 1923 года по образцу основанного годом ранее московского сатирического журнала «Крокодил», выходил в Тифлисе два раза в месяц. В актив журнала были привлечены грузинские поэты, беллетристы и художники, принявшие Советскую власть: Серго Кадиашвпили, Акакий Белиашвили, Ираклий Абашидзе, Карло Каладзе и многие другие. В разное время в журнале работали редакторами Силибистро Тодрия, Сандро Эули, Григол Абашидзе (ответственный редактор 1944—1950), Вахтанг Челидзе, Зурган Гемазашвили, Заур Болквадзе, Жани Сихарулидзе.
В 1924—1930 годах назывался «Тартарози» (в переводе с грузинского — сатана, демон, мастер насмешки, посланец ада и т. п.) и выходил в газетном формате. В 1931 году первоначальное название было возвращено.
С конца 1950-х годов в журнале сотрудничал известный советский грузинский писатель Нодар Думбадзе (главный редактор журнала с 1965 по 1973 года).
В журнале сотрудничали известные грузинские писатели, журналисты, художники и карикатуристы — Сулико Сулакаури, Кемо (Ника Кемулария), Ираклий Тоидзе, Бесик Дугашвили, Реваз Яши, Марк Канделаки, Парсадан, Георгий Иванишвили, Мосэ Карчава, поэты Акакий Геловани, Шота Роква, Зураб Кухианидзе, прозаики Гурам Панджикидзе, Эдишер Кипиани, Гарри Метревели, Георгий Джинчарадзе, художники Лолуа, Гигла Пирцхалава, Нодар Малазония и многие другие.
В 1981 году тираж составил 150 000 экземпляров.
В 1990-х годах журнал выходил нерегулярно, пока не был прекращён совсем.
В 2007 году удалось выпустить три номера.
В июне 2011 года издание журнала было возобновлено.